# Xahrisabz
|  | Per a altres significats, vegeu «Beylik de Shahr-i Sabz». |

Xahrisabz o Shakhrisabz (persa: Shahr-e Sabz o 'Ciutat Verda', شهر سبز, uzbek: Shahrisabz / Шахрисабз, àrab: Shahr-i Sabz, antigament Kish o Kesh o Kash, xinès: K'ia-sha per a la regió i Ki-she per a la ciutat) és una ciutat de l'Uzbekistan a uns 80 km al sud de Samarcanda. Té una població de 53.000 habitants (cens del 1991). És famosa per ser la ciutat on va néixer Tamerlà.

## Història
S'ha intentat identificar amb la clàssica Nautaca, que ja existia en temps d'Alexandre el Gran, quan el general Ptolemeu (després Ptolemeu I Sòter) va capturar el sàtrapa Bessos de Bactriana a Nautaca. Alexandre hi va passar l'hivern del 328 al 327 aC.
Marquart estima que fou refundada el segle VII i portà el nom de Kish. El pelegrí budista xinès Hiuen-Tsang l'esmenta com a Kie-siang-na. Després de derrotar els turcs (vers 645-648), els xinesos haurien arribat fins a Kish i la porta de Ferro i tota la Transoxiana hauria estat agregada a l'Imperi xinès sota autoritat del virrei Firuz, fill del darrer rei sassànida Isdigerdes III. És possible que hi hagués arribat el general àrab Said ibn Uthman en la seva expedició més enllà de l'Oxus, del 676, ja que segons al-Tabari "va derrotar els sogdians i va conquerir la seva ciutat" (que seria Kish i no Samarcanda). Quan Qutayba ibn Múslim fou nomenat governador d'Orient, el general al-Hajjaj li va ordenar aplanar Kish, destruir Nasaf i portar el senyor local (sogdià) a Wardan, però va ser rebutjat (707) i va haver de tornar a Merv. El 710, en un segon intent, va reprimir una revolta del príncep de Shuman, a l'alt Caghaniyan; va travessar la porta de Ferro i va conquerir Kish i Nasaf. Kish va restar en mans del califat. Yakubi diu que tenia el seu propi príncep i que, al segle viii, en ser la principal vila de Sogdiana, va ser anomenada Sughd (d'acord amb la norma que el principal centre urbà agafava el nom de la regió). El 750/751, es va revoltar coincidint amb l'arribada d'un exèrcit turc i l'esperança d'ajut xinès, però el general Abu-Dawud Khàlid ibn Ibrahim, general d'Abu-Múslim, va matar el príncep (intitulat ikhshid segons al-Ikhrid) en la Batalla de Kandak, just al nord de la porta de Ferro, i se'n va apoderar dels tresors. El seu germà Taran fou nomenat príncep en el seu lloc. Vers el 775, el districte va ser centre principal del moviment religiós antimusulmà d'Hàixim ibn Hakim al-Muqanna, conegut com ‘el Profeta velat del Khurasan'. El poble de Narshakhi, al districte de Kish, fou el primer a unir-se al cap rebel, sota la direcció del cap local Umar Subakhi, que va matar l'emir àrab a Kish, on es va acollir a al-Muqanna i se li van donar provisions. Al final del seu moviment, va presentar la seva darrera resistència en una fortalesa propera quan fou atacat pel general Said ibn Amr al-Djurashi, fins a morir el 779/780; durant dos segles, la població local fou considerada mubàyyida, esperant el retorn messiànic d'al-Muqanna.
N'hi ha bones descripcions del segle ix i X. Al segle x, va començar a decaure. Al segle xi, amb els karakhànides i després seljúcides, se'n parla molt poc. Va continuar decaient. El 1220, es va sotmetre sense resistència als mongols. El 1222, la va visitar el viatger taoista xinès Chang-ch'un, en viatge a Samarcanda a la cort del gran kan, i l'anomena Kie-shi. El 1255, hi va fer una estada d'un mes el kan Hulagu, acompanyat d'Arghun (que era governador del Khurasan) i d'altres magnats. En aquest segle, va començar una certa recuperació sota els kans de Txagatai. La regió fou ocupada per la tribu mongola dels barlas, després turquitzada. En aquest temps, la ciutat tenia una ciutadella i la regió estava ben cultivada i exportava mules, cistelles i sal vermella. La vila antiga havia quedat despoblada i en va sorgir una de nova a la rodalia.
Hi va néixer Tamerlà el 9 d'abril del 1336. El 1351, apareix en mans de l'usurpador txagataïda Buyan Kuli Khan, que hi va encunyar moneda. El 1360, Tamerlà va arrabassar la ciutat al cap tribal Hadjdji Barlas; el soldà hi va residir els estius després del 1380 i va dotar després Kish amb diverses edificacions, entre les quals el palau Ak Saray (vers 1381), i va planejar construir allí la seva tomba; aquestes mostres de favor, però, no eren sentimentals envers el seu lloc de naixement sinó per a obtenir el suport dels barlas, que 20 anys després de la seva mort, el 1425, encara foren clau en la campanya d'Ulugh Beg al Mogholistan. La ciutat apareix descrita en els annals Ming xinesos (la ciutat s'anomena K'o-shi) i també per Clavijo, que hi va estar el 1404.
Al segle xvi, era encara una vila important governada per un príncep de la família reial shibànida. Fou en aquest temps que va començar a ser coneguda com a Shahr-i Sabz (la 'Ciutat Verda'). Abd Allah II (1557-1598) la va conquerir, el 1557, quan va ocupar el tron, la va destruir en revenja per la mort del seu cavall, però després la va reconstruir. Baber li va tornar a donar el nom de Kish, que no es va conservar. Al segle xvii, la ciutat i la de Kitab, una mica al nord, eren sovint semiindependents sota els seus begs, i els kans de Bukharà en cobejaven el domini, però el desert a l'oest i les muntanyes al nord feien difícils atacs procedents de Bukharà o de Samarcanda. Al segle xix, primer el kan de Bukharà Amir Haydar Tura Khan (1799-1826) i després el seu fill Nasr Allah (1827-1860) van intentar-ne la conquesta; i el segon ho va aconseguir el 1856, però la va perdre poc després. El seu successor, Muzaffar al-Din Bahadur Khan (1860-1865), la va ocupar altre cop el 1860, però la va perdre el 1865 i va recuperar la independència. El 1870, els russos manats pel general Abràmov la van ocupar al senyor local (després d'una ferotge resistència), en revenja per la mort d'un recaptador tsarista, i la van cedir a Bukharà.
El 1942, els soviètics hi van ordenar excavacions arqueològiques. Els monuments timúrides de la part vella han estat declarats Patrimoni de la Humanitat.

## Monuments
- Palau Ak-Saray

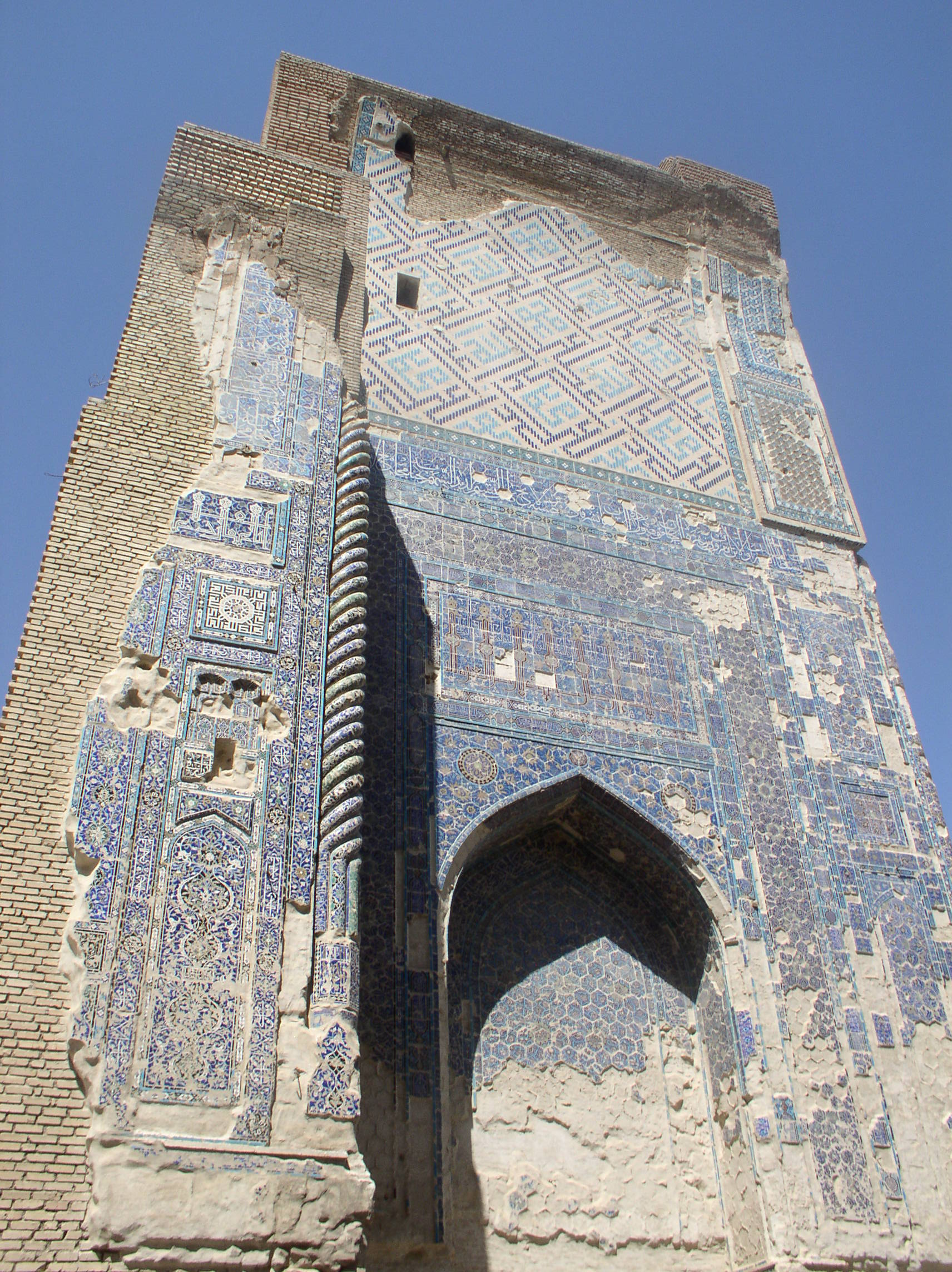
Fortalesa d'Ark

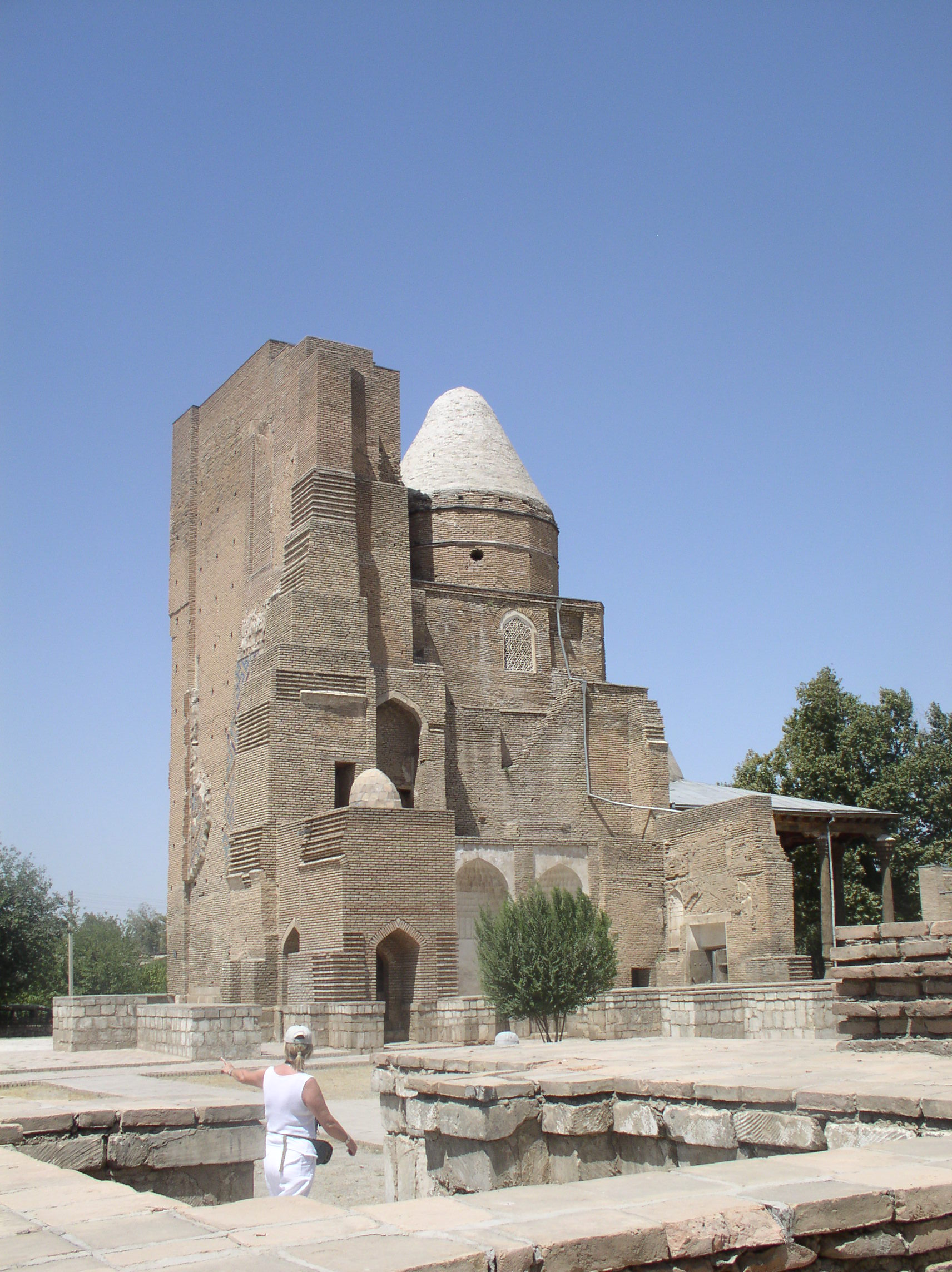
Dorussiadat

- Palau d'estiu de Tamerlà o Palau Blanc, només en queden restes
- Mesquita Kok Gumbaz i complex Dorut Tilyovat (Dorut Tilavat)
- Mesquita del Divendres (del 1437, construïda per Ulugh Beg)
- Casa de la meditació, un mausoleu construït per Ulugh Beg el 1438
- Complex Hazrat-i Imam
- Complex Dorussiadat (seu del Poder i l'Energia), amb la tomba de Jahangir, fill de Tamerlà
- Mesquita amb la suposada tomba d'Amir Kulal un imam del segle VIII
- Tomba de Timur, planejada per Tamerlà, però no s'hi va enterrar. Els dos cossos de la tomba no estan identificats
- Banys medievals
- Mercat del segle XVIII